# 目撃者f
『目撃者f』（もくげきしゃエフ）は、1996年4月から福岡放送（FBS）で放送されているドキュメンタリー番組。

## 概要
主に福岡県と佐賀県を取り上げている地域密着ドキュメンタリー番組。放送は原則として毎月1回、最終日曜日25時25分 - 25時55分 (JST) に放送。放送日時は変更も多く、場合によっては過去の放送回を再放送する場合もある。
以前はSD（標準画質）だったが、数年前からは1080iのハイビジョンで制作されている。
一時期、歌謡ポップスチャンネルの『インターローカルアワー』の枠内で平日の深夜週1回のペースで再放送されたことがある。
先述の通り、主に福岡県と佐賀県を取り上げているが九州地方の日本テレビ系列局（NNN・NNS)のフルネット局であるくまもと県民テレビ（kkt!）、長崎国際テレビ（NIB）、鹿児島読売テレビ（KYT）にもネットしている。クロスネット局であるテレビ大分（TOS）やテレビ宮崎（UMK）にはネットされていない。
RKB毎日放送をキー局に九州・沖縄地方のTBS系列局（JNN）で放送されている『JNN九州沖縄ドキュメント ムーブ』やテレビ西日本をキー局に九州・沖縄地方のフジテレビ系列局（FNN・FNS）で放送されている『ドキュメント九州』のように九州全体を取材の対象に広げたり系列局参加にする動きは今のところない。
2018年4月放送分から過去に放送された作品が番組ホームページからアクセスして視聴することが出来る。

## これまでに取り上げたテーマ
- 生活保護問題
- 孤独死
- 飲酒運転
- 吃音症
- 平成24年7月九州北部豪雨
- 九州プロレス
- 第二次世界大戦
- 新型コロナウイルス
- ほか